# 米国土木学会
米国土木学会（アメリカ土木学会、べいこくどぼくがっかい、American Society of Civil Engineers、ASCE）は、アメリカ合衆国の土木学会。1852年設立。米国の土木学会で最古である。本部は、バージニア州のレストンにある。

## Monuments of the Millennium
20世紀の10大プロジェクトが1999年に選ばれた。
- 「空港の設計・開発」部門：関西国際空港
- 「ダム」部門：フーバーダム
- 州間高速道路
- 「長大橋」部門：ゴールデンゲートブリッジ
- 「鉄道」部門：英仏海峡トンネル
- 「廃棄物処理システム」部門：衛生的な廃棄物処理全般の進歩[3]
- 「高層ビル」部門：エンパイアステートビル
- 「下水道」部門：シカゴ下水道（Chicago wastewater system）
- 「上水道」部門：カリフォルニア上水プロジェクト(California State Water Project）
- 「水路交通」部門：パナマ運河